# Sariǵol
Sariǵol (en macédonien Сариѓол) est un village du sud-est de la Macédoine du Nord, situé dans la municipalité de Radovich. Le village ne comptait aucun habitant en 2002.